# Різка

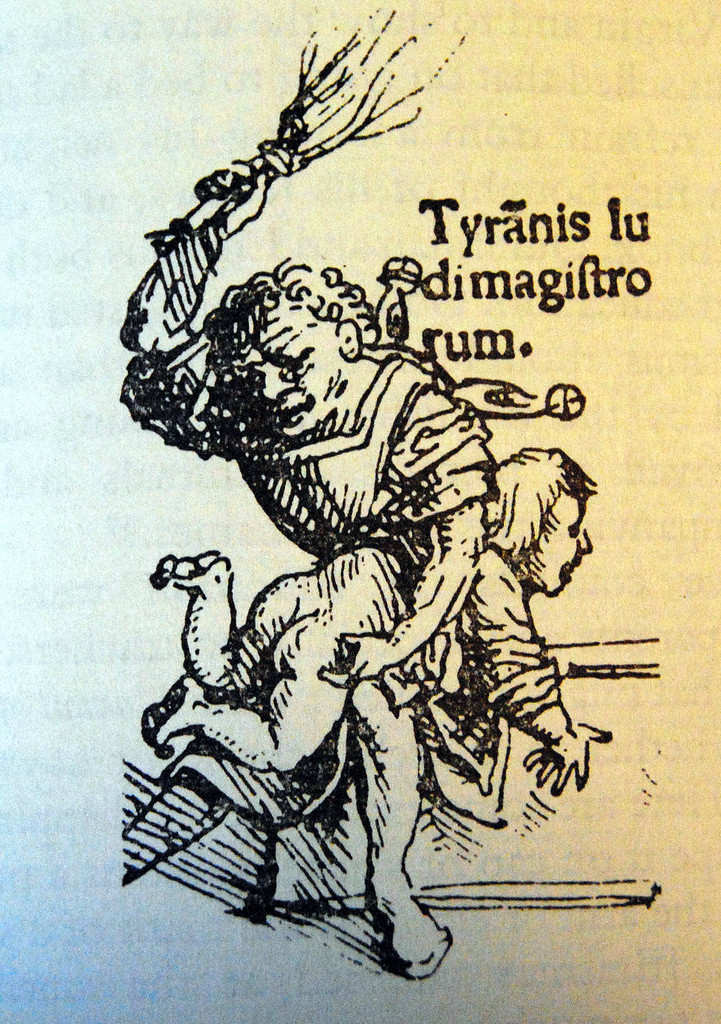
Процес покарання учня пучком різок у середні віки

Рі́зка — тонкий, гнучкий прутик, зрізаний з будь-якого дерева або куща. Один або кілька зв'язаних прутиків використовувались як засіб тілесного покарання — бичування. Зазвичай однієї різки вистачало на 10 ударів, після чого її замінювали на нову. Перед використанням різки розпарювали, щоб надати їм додаткової гнучкості. Процес покарання називався «давати (дати, всипати) різок».

## Історія
Різка як засіб виховання згадується ще в Біблії; за настановами царя Соломона: «Хто стримує різку свою, той ненавидить сина свого, хто ж кохає його, той шукає для нього картання». Також бичування Ісуса Христа є одним із знарядь його мук та описане в одному з епізодів Страстей Господніх.

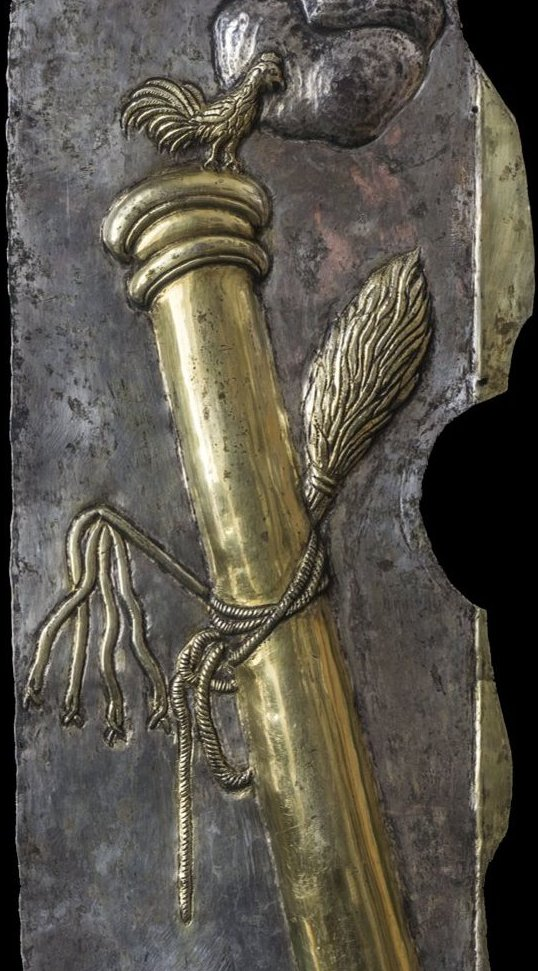
Зображення пучка різок, як елемента знарядь Страстей на частині ризи ікони Розп'яття в Зарваниці

Биття різками набирало все більшої популярності, воно було найпоширенішим шкільним та судовим покаранням у Європі аж до середини XIX століття. Батоги, палиці, шпіцрутени, різки вважалися неодмінними та обов'язковими знаряддями фізичних покарань. Їх застосовували всюди: у в'язницях, поліцейських дільницях, армії, школі, для придушення селянських заворушень і за постановою військових судів на землях Росії та «підросійської» України у XVIII — першій половині ХІХ століть.
Як засіб покарання у навчальних закладах згадується в творах багатьох українських письменників: Г.Квітка-Основ'яненко «Пан Халявський», В.Наріжний «Бурсак», А.Свидницький «Люборацькі», М. Помяловський «Нариси бурси». Зокрема у життєписі І. Нечуя-Левицького, написаному ним самим:
|  | Важка тоді була школа для школярів: тоді було царство різок та паль. Ігумен Феодор вчив добре, але був нетерплячий, палкий та любив бити різками за ніщо... Він часом спересердя посилав під різку цілі парти школярів. |

В українських школах за давньою традицією, сікли в суботу (звідси звичай «субітки» або «давати суботників»). Публічні екзекуції відбувалися біля порогу класу або в коридорі школи, бурси й на академічному плацу, обов'язково на очах однокласників і в присутності педагогічного персоналу.

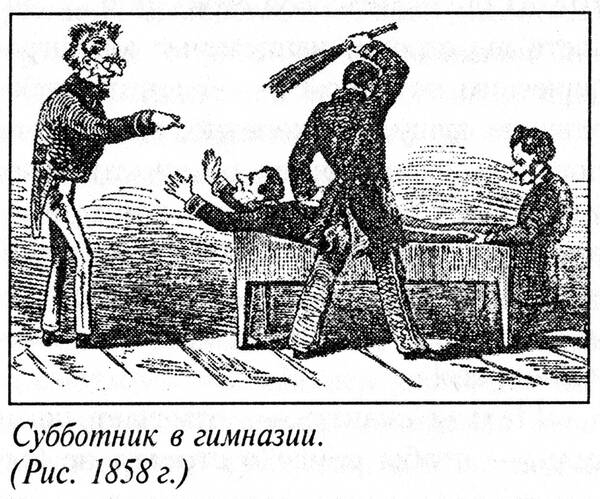
Покарання різками в гімназії за часів Російської імперії, малюнок 1858 року

У Російській імперії бичування різками, як офіційне дисциплінарне тілесне покарання було скасоване 1903 року.
В католиків і православних збереглись традиції, коли на день Святого Миколая діти отримували подарунки під подушками. Діти, котрі протягом року не слухалися батьків, діставали цього дня замість солодощів — в'язку різок. Подібний звичай перейнявся до Австрії, Голландії, Чехії, Словаччини, Угорщини, Хорватії, але різки приносив не Миколай, а фольклорний персонаж Крампус.

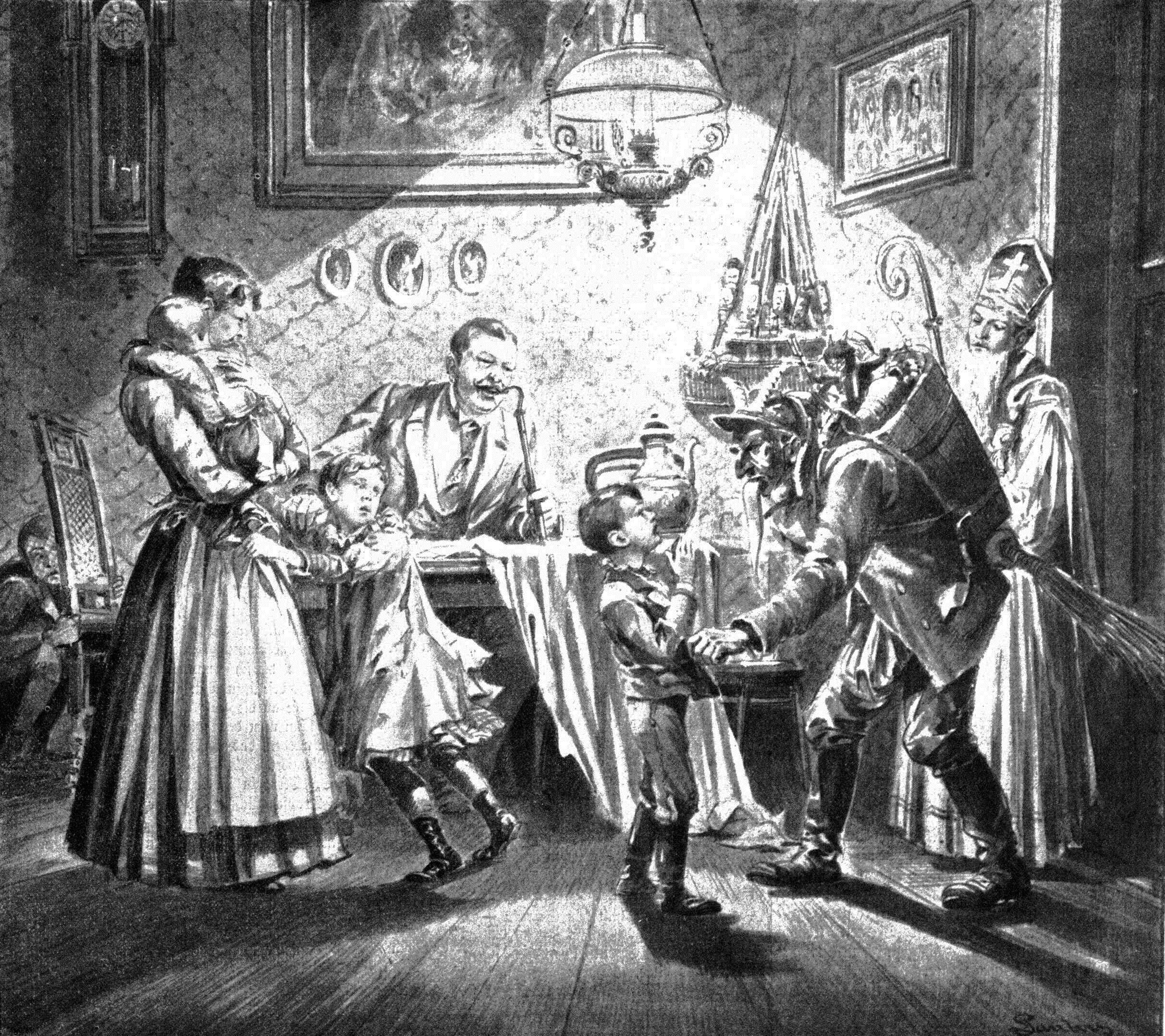
Крампус (з пучком різок) і Святий Миколай відвідують домівку у Відні, 1896 рік